# 进礼站
進禮站（：／ Jillye yeok */?）是慶全線沿線的一座鐵路車站，位于韓國庆尚南道金海市進禮面，有無窮花號列車停靠。釜山新港線從此站岔出。

## 历史
- 2010年11月30日 - 落成使用[1][2]。

## 相鄰車站
韓國鐵道公社
慶全線
進永－進禮－昌原中央
釜山新港線
進禮－長有